# Prosper Avril
Matthieu Prosper Avril (ur. 12 grudnia 1937) – generał armii haitańskiej, który dowodził gwardią prezydencką Jeana-Claude'a Duvaliera, a następnie stanął na czele państwa jako szef junty po obaleniu generała Henriego Namphy'ego. W dniu 17 września 1988 objął urząd prezydenta. Po dwóch latach urzędowania 10 marca 1990 został obalony, po czym udał się na emigrację.